# Lobogeniates flavipes
Lobogeniates flavipes är en skalbaggsart som beskrevs av Ohaus 1917. Lobogeniates flavipes ingår i släktet Lobogeniates och familjen Rutelidae. Inga underarter finns listade i Catalogue of Life.